# گل‌آذین (گیاه‌شناسی)

انواع گل‌آذین‌ها

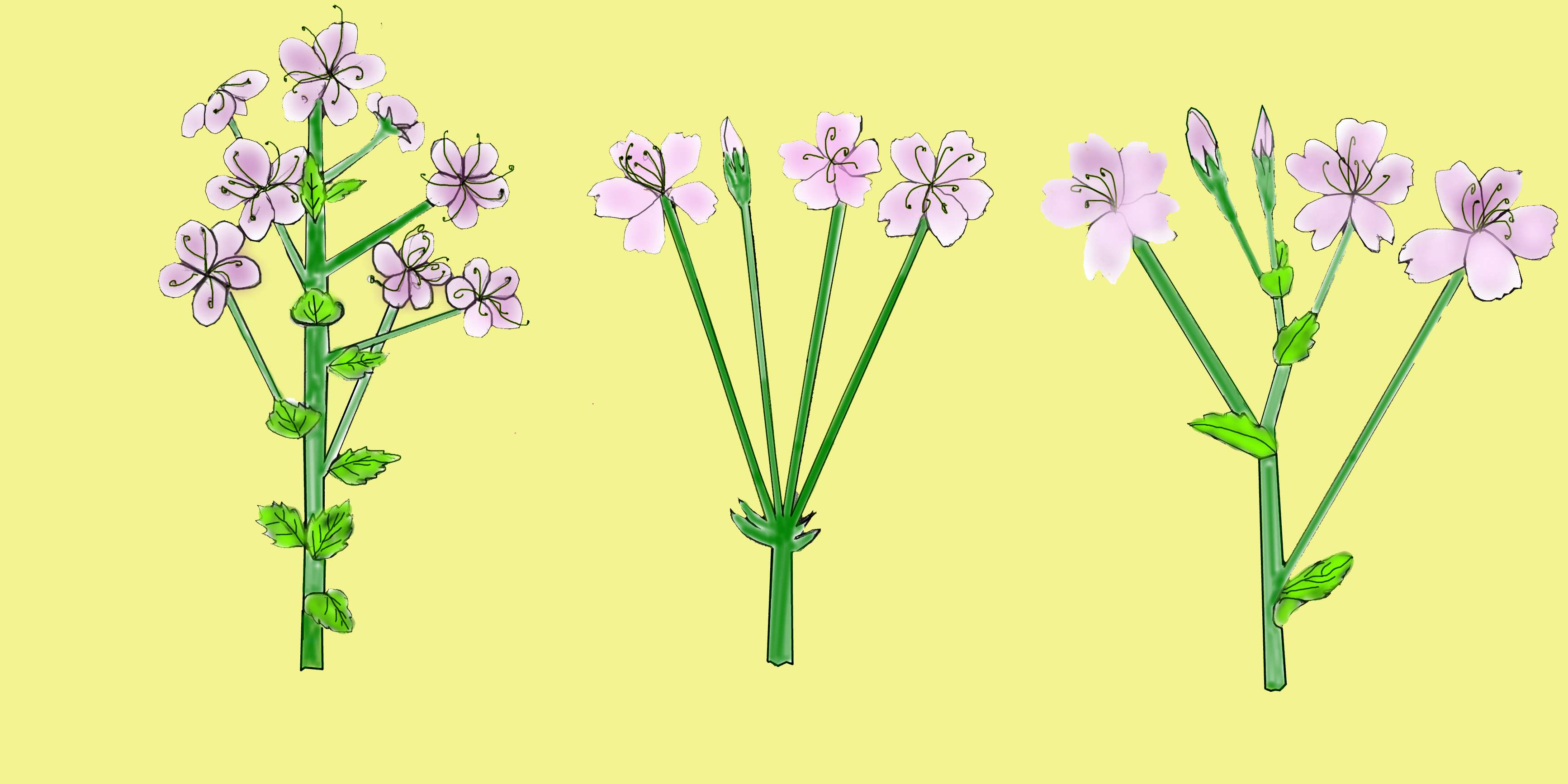
از راست به چپ، گل‌آذین دیهیم، گل‌آذین چتری، گل‌آذین خوشه‌ای

به شیوه آرایش گل‌ها بر روی ساقه گیاهان گل‌آذین (به انگلیسی: Inflorescence) می‌گویند. ساقه‌ای که گل‌ها بر روی آن قرار می‌گیرند، خود می‌تواند یک یا چند شاخه باشد. از نظر ریخت‌شناسی گل‌آذین بخشی از اندام هوایی گیاه است که گل‌ها بر روی آن تشکیل می‌شوند و بنابراین تغییراتی را به خود می‌گیرند. این تغییرات می‌تواند شامل طول میان‌گره‌ها، آرایش برگها، متورم شدن، فشرده شدن، پیوستگی، چسبندگی و کاهش محورهای فرعی و اصلی شود.
به ساقه‌ای که گل‌آذین بر روی آن قرار می‌گیرد، دم‌گل‌آذین می‌گویند. به محوری که گل‌ها یا شاخه‌های فرعی گل‌آذین بر روی آن قرار می‌گیرند، میان‌آسه rachis می‌گویند. دم‌گل به پایهٔ هر گل می‌گویند.
میوه‌آذین به مرحله‌ای از گل‌آذین می‌گویند که میوه‌ها تشکیل شده باشند.
اگر گل بخشی از گل‌آذین نباشد، به آن گل منفرد می‌گویند و دم‌گل آن را دم‌گل‌آذین می‌خوانند.

## ویژگی‌های کلی
گل‌آذین‌ها با ویژگی‌های متفاوتی توصیف می‌شوند، مانند چگونگی آرایش گل‌ها بر روی ساقه، ترتیب شکوفایی گلها، و چگونگی گروه‌بندی گل‌ها در گل‌آذین.

## برگک
برگهایی که در بخش گل‌آذین گیاهان قرار دارند، اغلب با برگ‌های بخش‌های رویشی تفاوت دارند. به‌طور کلی، برگ‌های تغییر شکل یافته گل‌آذین‌ها را برگک می‌نامند. براساس بود و نبود برگک و ویژگی‌های آن گل‌آذین‌ها را می‌توان به چند دسته تقسیم کرد:
- گل‌آذین‌های بی‌برگک: برگک در گل‌آذین وجود ندارد.
- گل‌آذین‌های برگک‌دار: در این نوع گل‌آذین برگک‌ها تخصص‌یافته، گاهی کاهش یافته به شکل فلس‌های کوچک، یا تقسیم شده هستند.
- گل‌آذین‌های برگی: در این نوع گل‌آذین هرچند برگ‌ها کوچک‌تر هستند ولی شکل آن‌ها جندان با برگ‌های معمولی تفاوت ندارد.

اگر تعداد برگک‌ها زیاد و به ساقه متصل باشند، مانند خانواده ستاره‌ای، مجموع برگک‌ها را گریبان می‌گویند. اگر گل‌آذین، ردیف دومی از برگک‌ها در جایی بالاتر در ساقه داشته باشد، به آن‌ها گریبانک می‌گویند.

گل‌آذین بی‌برگک
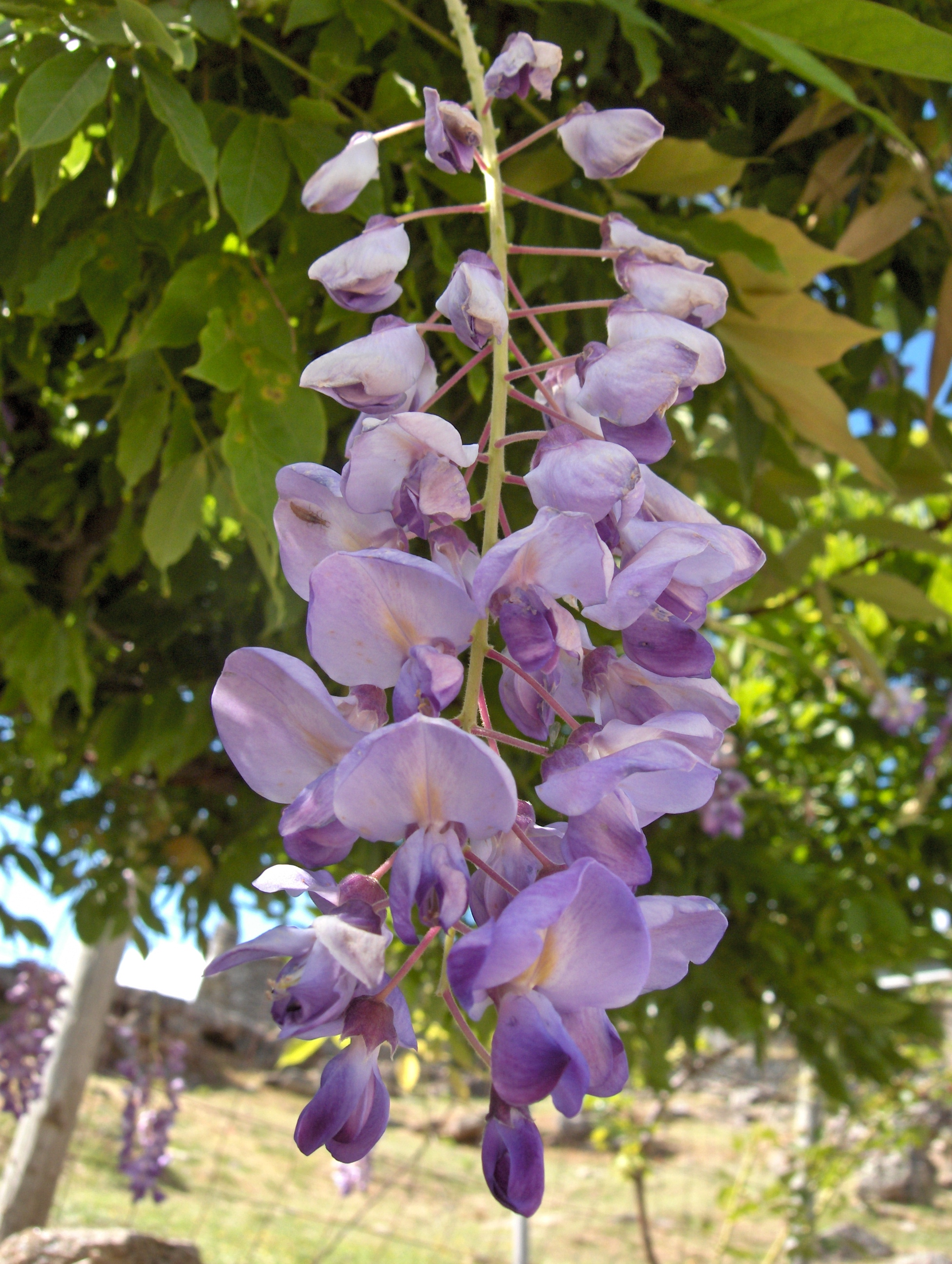
گل‌آذین بی‌برگک پیچ گلیسین پیچ گلیسین
گل‌آذین‌های برگک‌دار
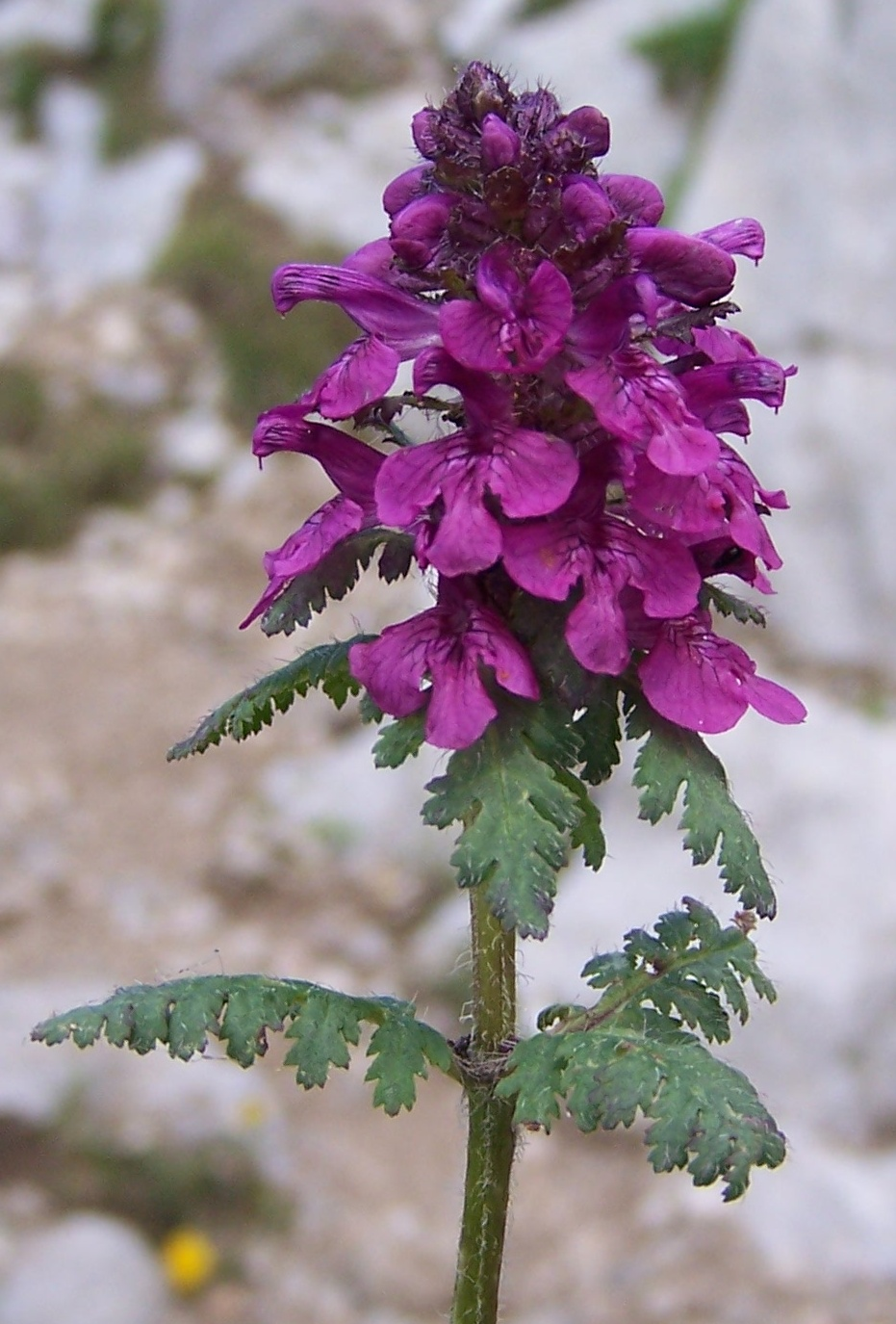
گل‌آذین برگک‌دار Pedicularis verticillata
گل‌آذین برگی
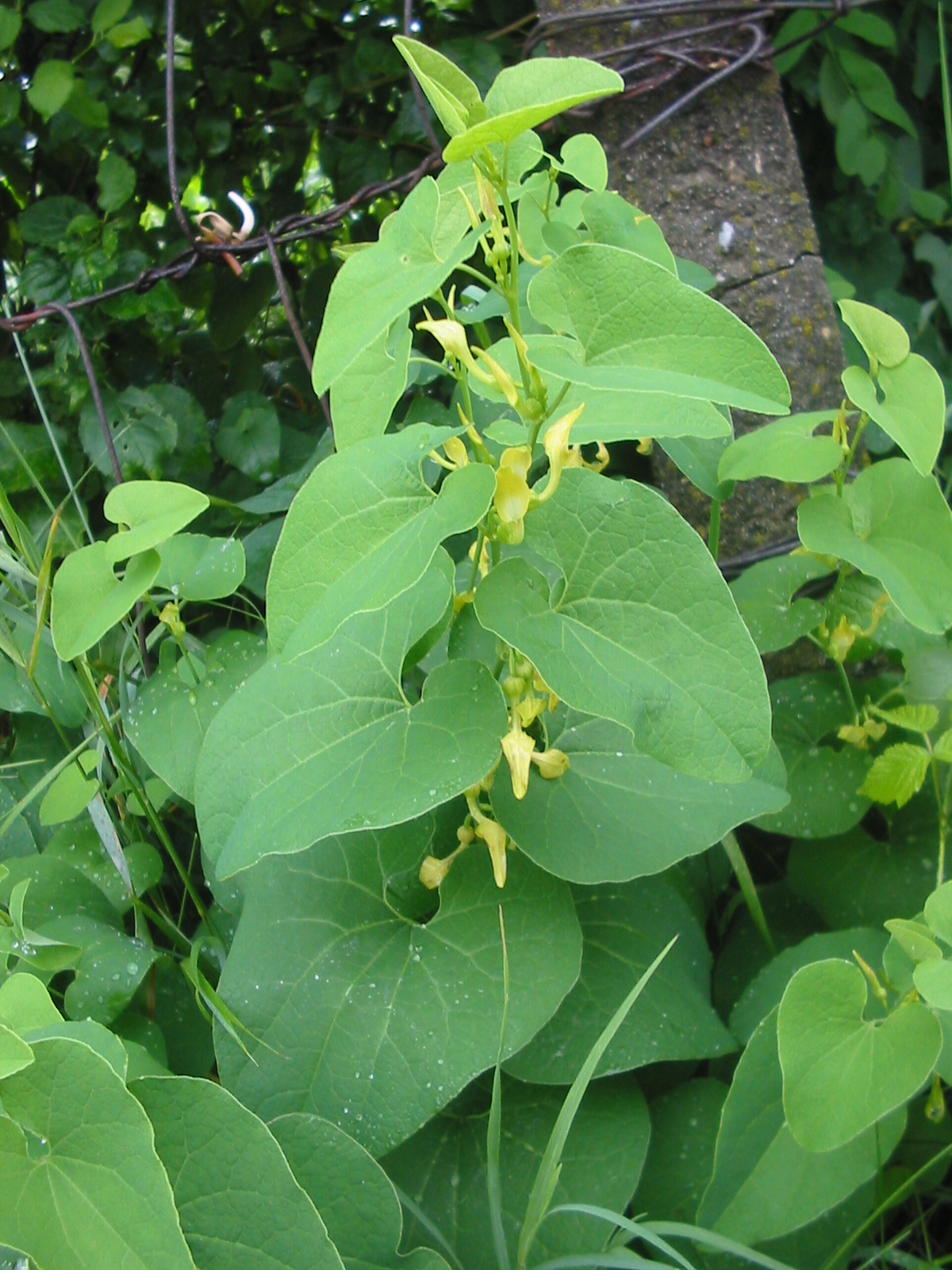
گل‌آذین برگی Aristolochia clematitis

## گل انتهایی
اندام‌های گیاهان با پیروی از دو الگوی کلی رشد و نمو می‌کنند: تک‌پا یا خوشهای و هم‌پا یا گرزنی. این دو الگوی رشد و نمو را در گل‌آذین به ترتیب گل‌آذین نامحدود و گل‌آذین محدود می‌نامند.
- گل‌آذین نامحدود: با رشد تک‌پا، در این نوع گل‌آذین جوانهٔ انتهایی به رشد خود ادامه داده و گل‌های کناری را تولید می‌کند. در این نوع گل‌آذین جوانه انتهایی هیچ‌گاه تبدیل به گل نمی‌شود.
- گل‌آذین محدود: با رشد هم‌پا، در این نوع گل‌آذین، جوانهٔ انتهایی به گل انتهایی تبدیل شده و سپس می‌میرد. گل‌های دیگر را جوانه‌های جانبی تولید می‌کنند.

گاهی به گل‌آذین‌های محدود و نامحدود، به ترتیب، گل‌آذین‌های بسته و باز می‌گویند.
در گل‌آذین‌های محدود، نخست گل انتهایی شکوفا می‌شود، سپس گل‌های دیگر از پایین ساقه شکوفا می‌شوند. به این الگوی رشد، پایه‌گریز می‌گویند. اگر ترتیب شکوفایی گل‌ها از بالای ساقه به طرف پایین باشد به آن پایه‌گرا می‌گویند. اگر ترتیب شکوفایی گل‌ها از وسط ساقه به طرف بالا و پایین باشد، به آن واگرا می‌گویند.

گل‌آذین محدود با بلوغ پایه‌گریز
گل‌آذین محدود با بلوغ پایه‌گرا
گل‌آذین محدود با بلوغ واگرا

## نامحدود یا خوشه‌ای
گل‌آذین‌های نامحدود (نامعین) ساده را گل‌آذین خوشه‌ای می‌نامند. ساده‌ترین نوع این گل‌آذین نیز خوشه است. گل‌آذینهای خوشه‌ای دیگر با تغییر در اندازه میانگره‌ها و همچنین کاهش یا حجیم شدن محورهای مختلف این گل‌آذین به وجود می‌آیند.
- خوشه‌ای: گل‌آذینی بدون انشعاب و با گل‌های دم‌گل‌دار.
- سنبله: نوعی گل‌آذین خوشه که گل‌ها بدون دم‌گل هستند.
- دیهیم خوشه‌ای: نوعی گل‌آذین بدون انشعاب و نامحدود است که طول دمگل‌های فرعی آن مساوی نیست و از نقاط مختلف محور گل‌آذین دمگل‌های فرعی جدا می‌شوند و گل‌های آن در یک سطح قرار می‌گیرند؛ مانند، گل‌آذین گلابی.
- چتری: نوعی از گل‌آذین خوشه که در آن محور گل‌آذین کوتاه شده و گل‌ها همگی به یک نقطه متصل می‌شوند.
- اسپات یا قاشقی: نوعی گل‌آذین سنبله است که در آن گل‌ها به هم فشرده شده و برگکی دور گل‌آذین را فرا می‌گیرد. تمام گونه‌های خانواده گل‌شیپوریان Araceae دارای این نوع گل آذین هستند.
- کلاپرک: در این نوع گل‌آذین گل‌های بدون دم‌گل بر روی ساقه‌ای ضخیم شده آرایش می‌یابند. (مثل گل آفتاب گردان)
- شاتون: گل‌آذین خوشه‌ای اغلب آویزان با گل‌های ریز.

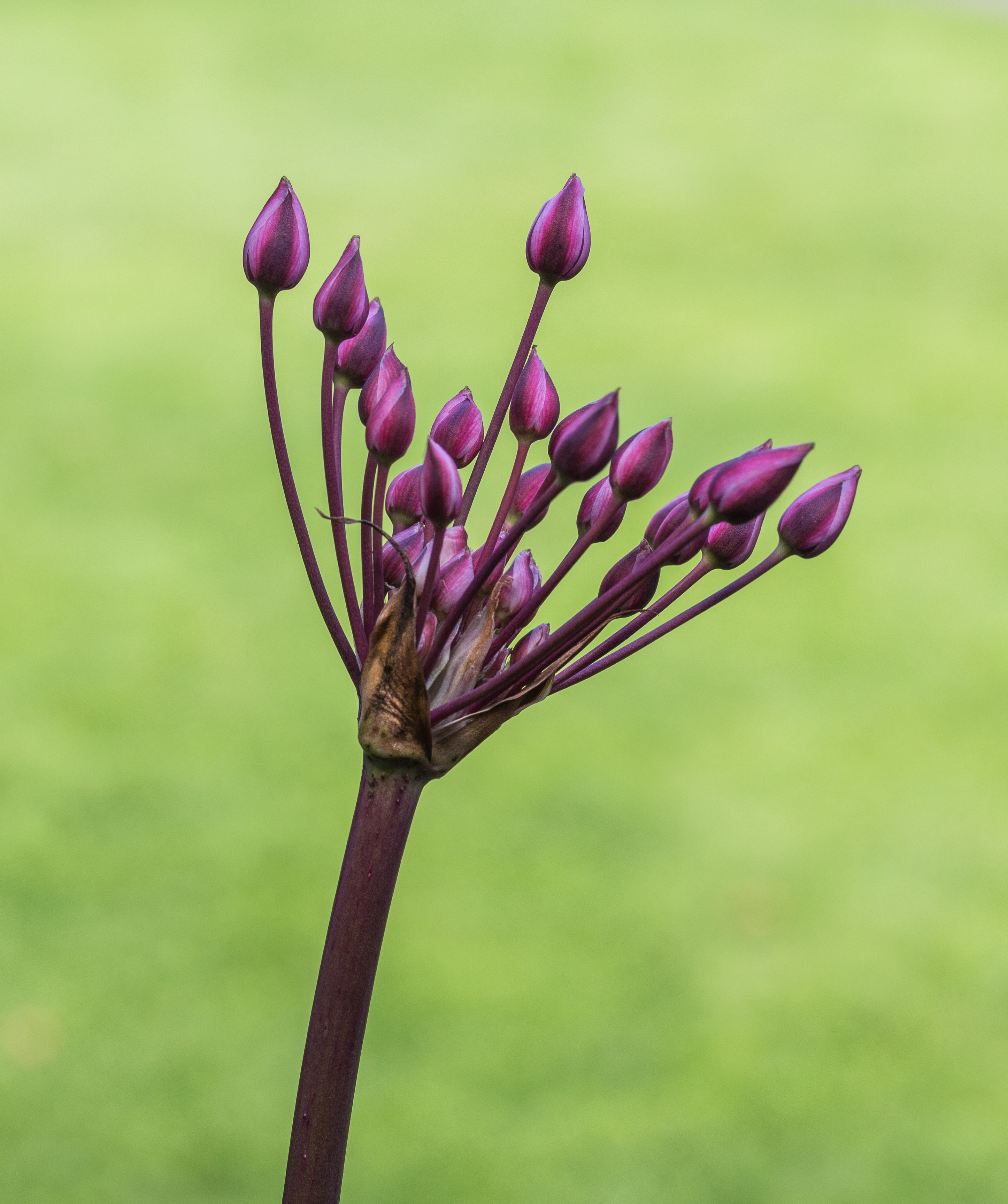
گل هزارنی
خوشه
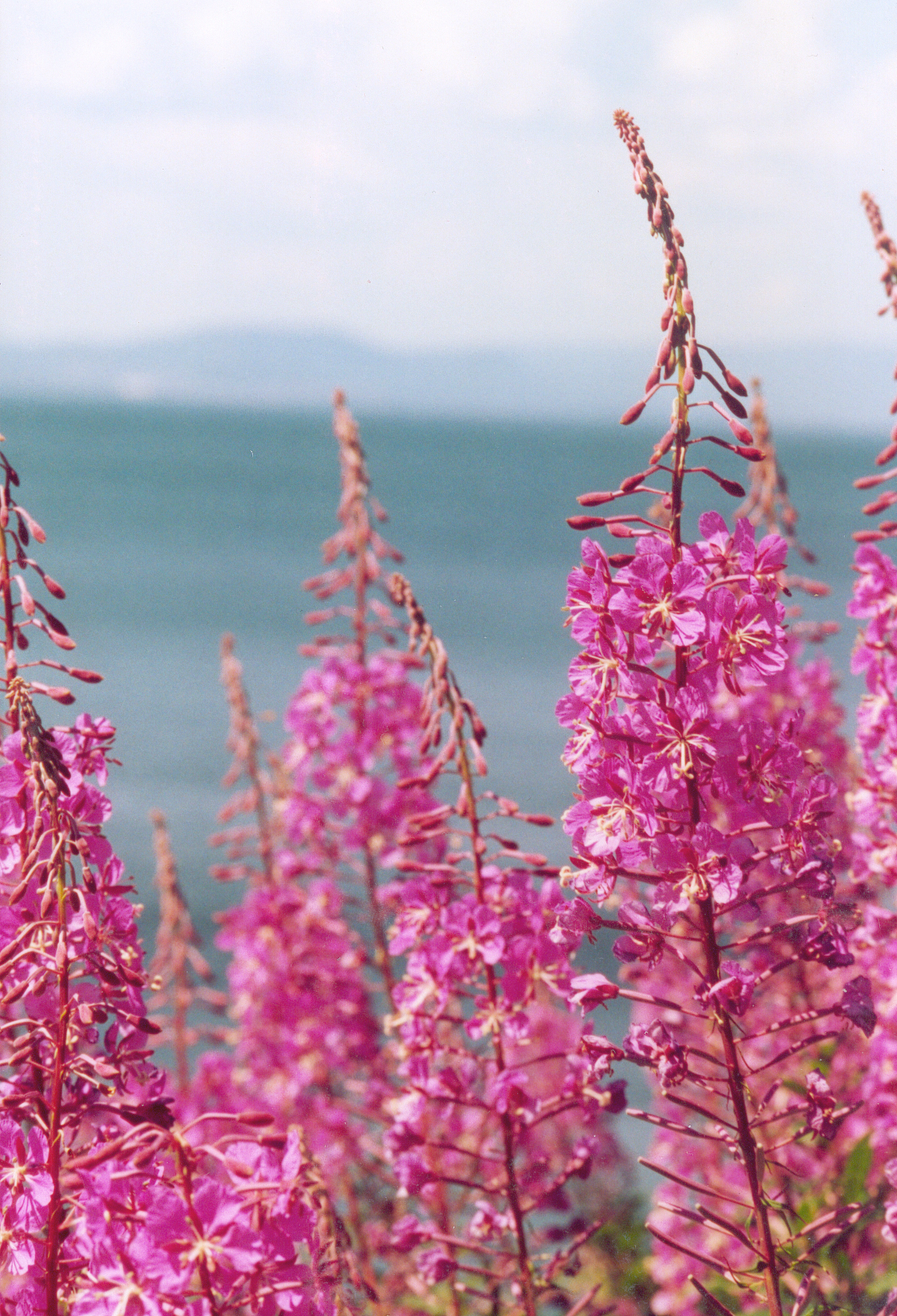
Epilobium angustifolium
سنبله
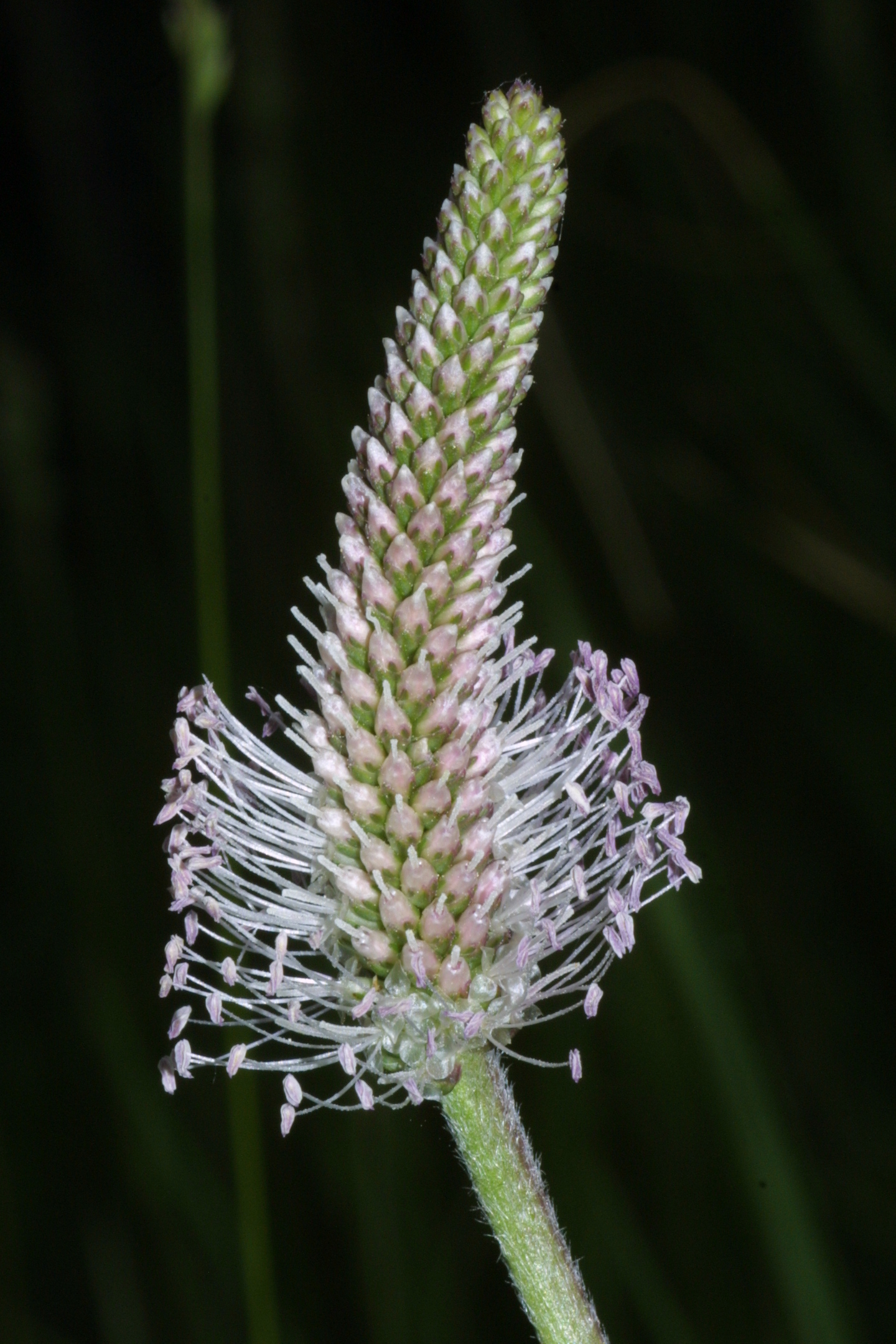
بارهنگ (spike)
دیهیم خوشه‌ای
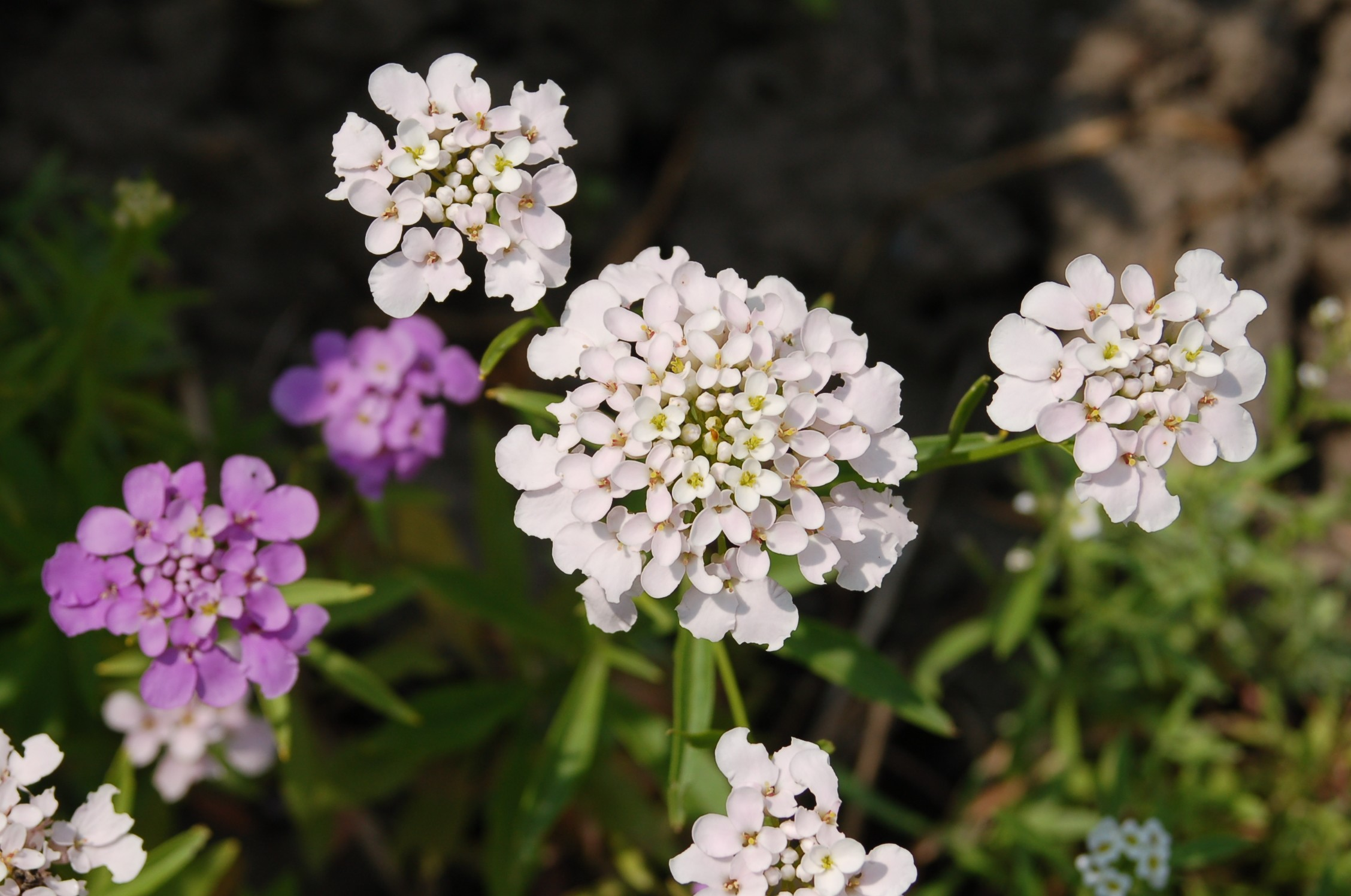
Iberis umbellata (دیهیم خوشه‌ای)
گل‌آذین چتری
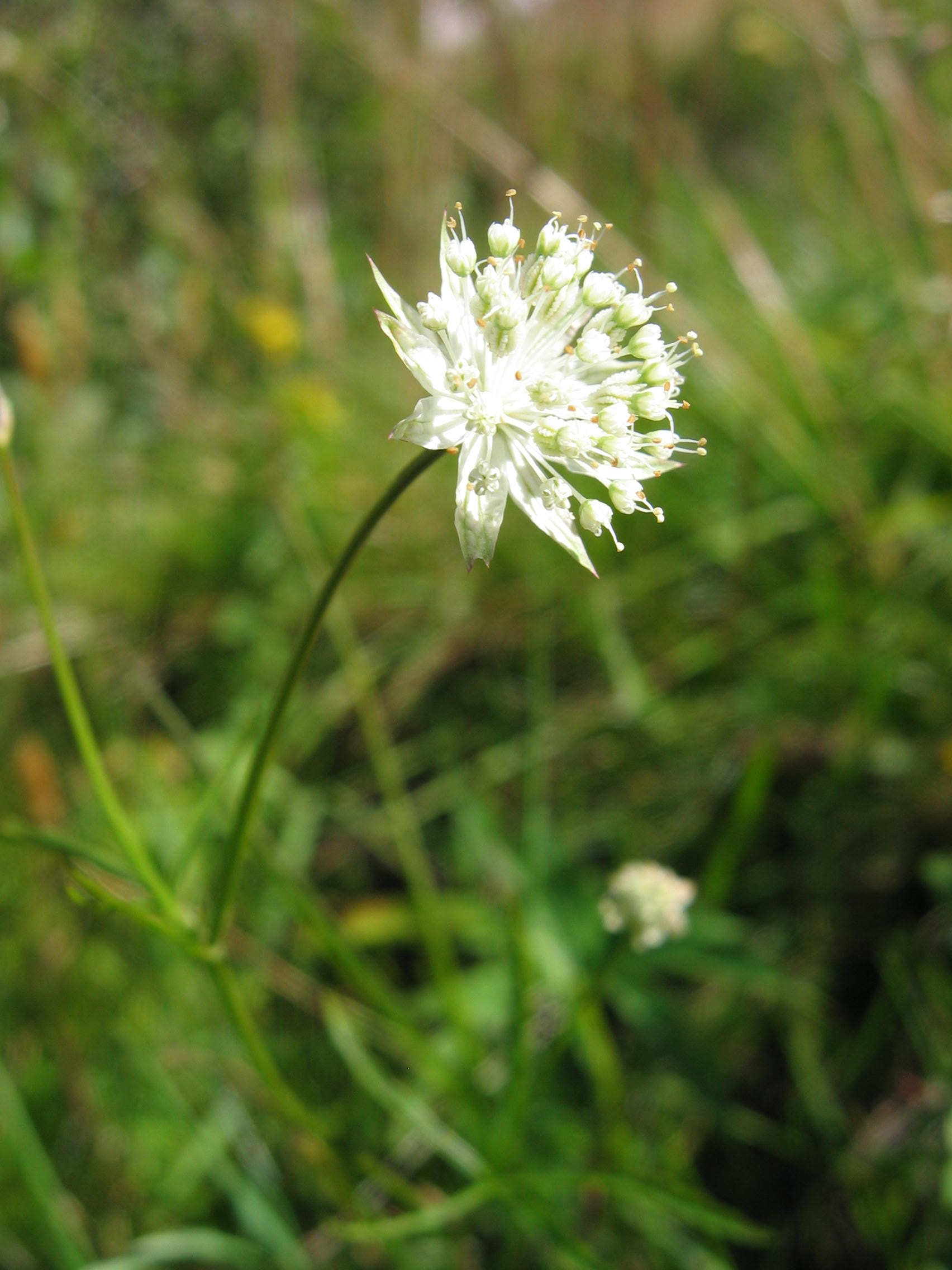
Astrantia minor (umbel)
اسپات یا قاشقی
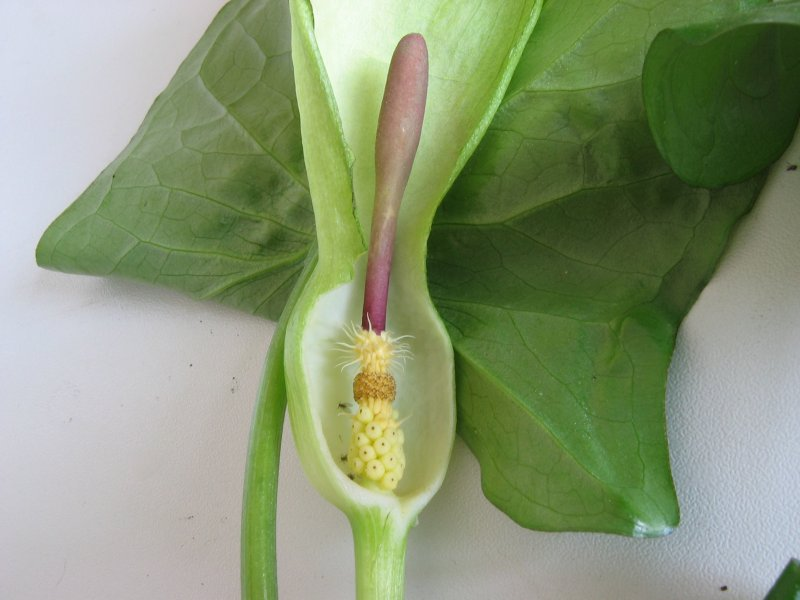
کارده سرماری (قاشقی)
Head (round)
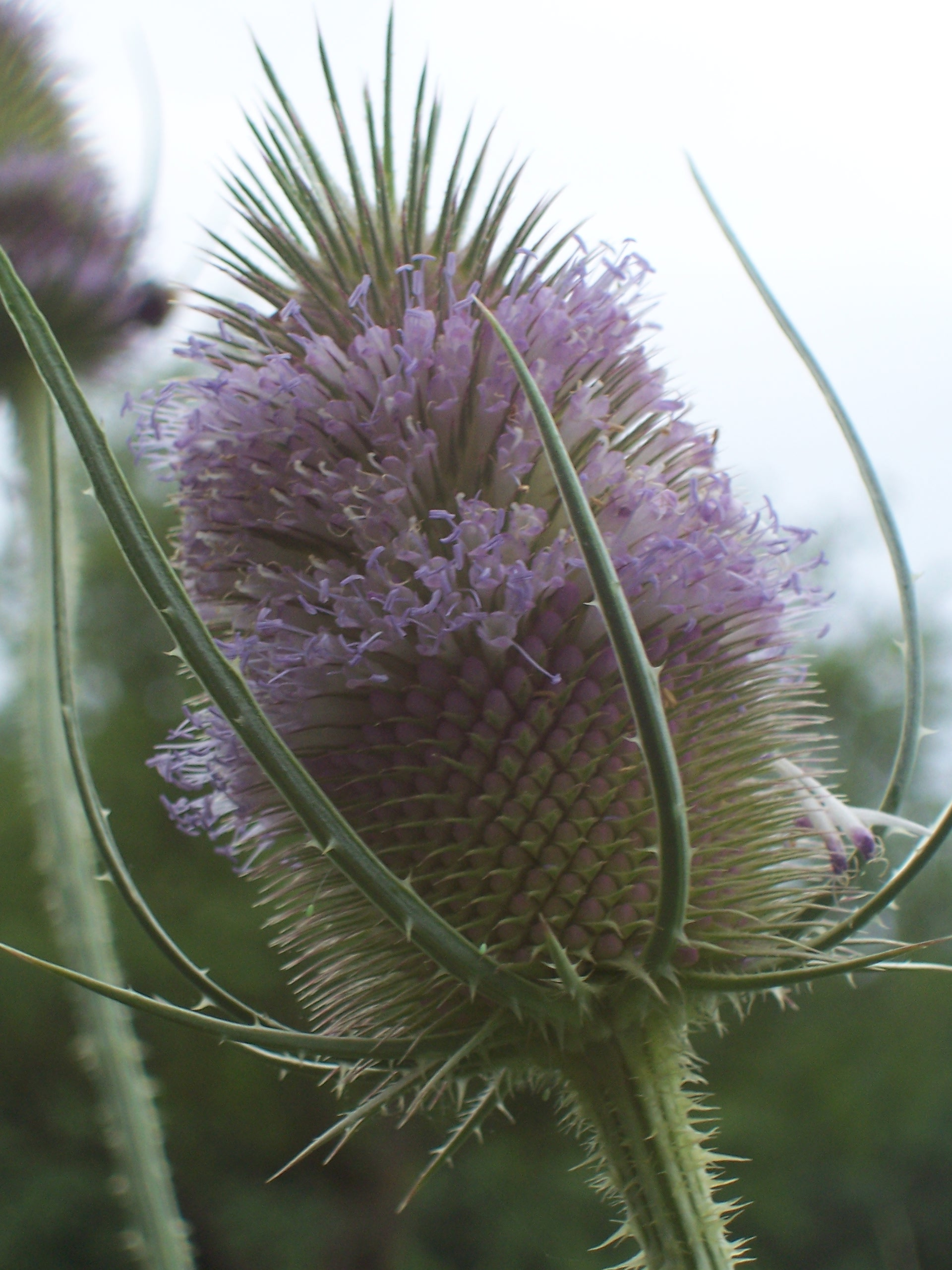
Dipsacus fullonum (head)
شاتون (racemose or spicate)
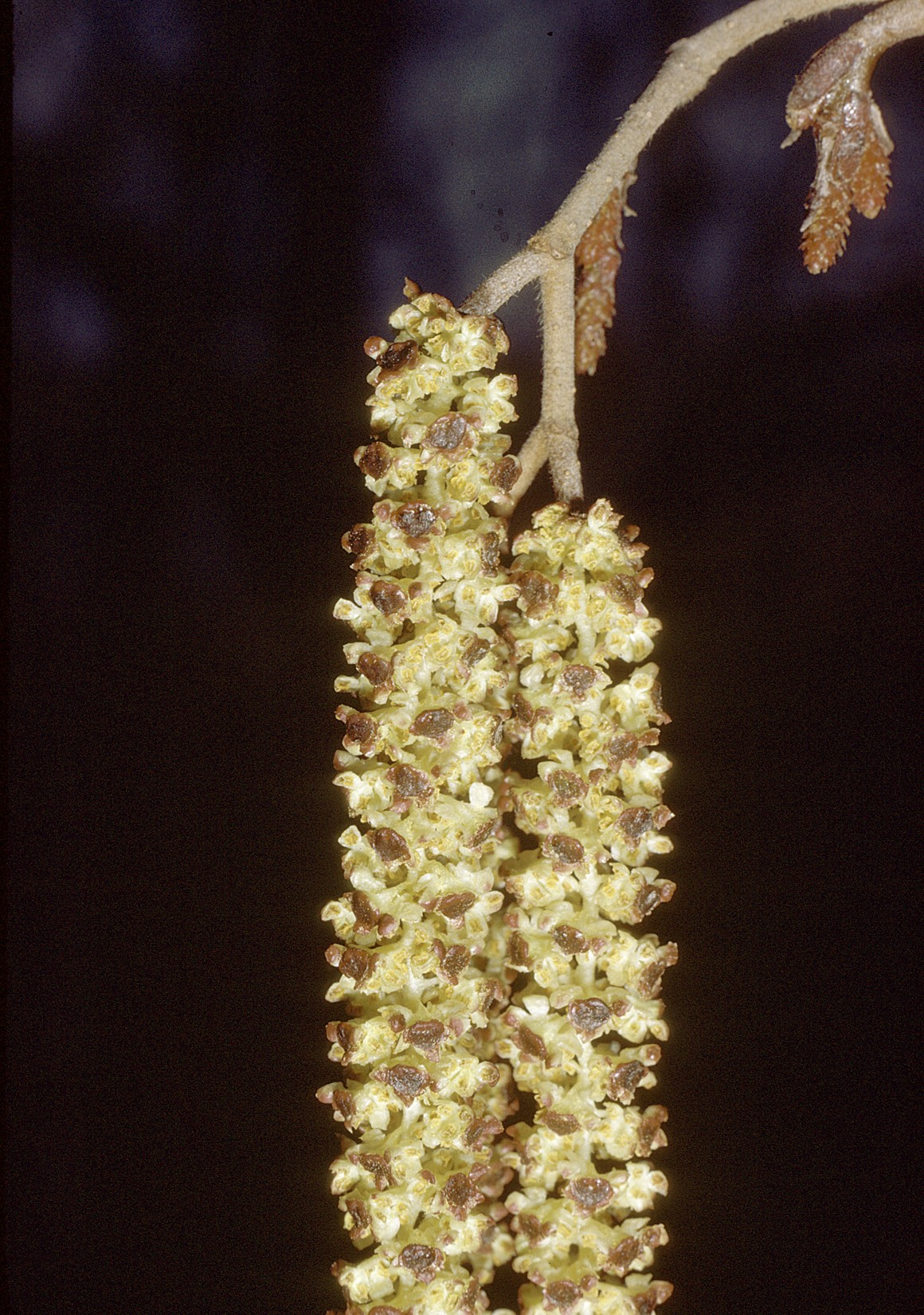
توسکای خاکستری (شاتون)

## محدود یا گرزن
در یک گل‌آذین معین (محدود) جوانه انتهایی تبدیل به یک گل می‌گردد، و چون طویل شدگی بیشتری نمی‌تواند صورت گیرد، از نظر تئوری رشد گل آذین از قبل تعیین شده‌است. یک گرزن یا گل آذین معین بسته به آن که انشعابات در گل آذین آشکارا متناوب یا متقابل هستند دارای دو فرم متداول است.
- مونوکازیوم: شبیه به یک دیهیم (تاج) است.
- دایکازیوم:جوانه انتهایی ساقه تشکیل یک گل می‌دهد، دو انشعاب محوری در نخستین بند در زیرگل (انتهایی) طویل می‌شوند. هز یک از ایندو تشکیل یک گل می‌دهند و مجدداً دو جوانه محوری در گره بعدی هر انشعاب طویل گشته گلهایی را تشکیل می‌دهد و این روند ادامه می‌یابد. در نتیجه یک دسته کم و بیش سر- مسطح از جوانه‌ها، گل‌ها و میوه‌ها با مسن‌ترین میوه در مرکز است.

Double cyme
Double cyme
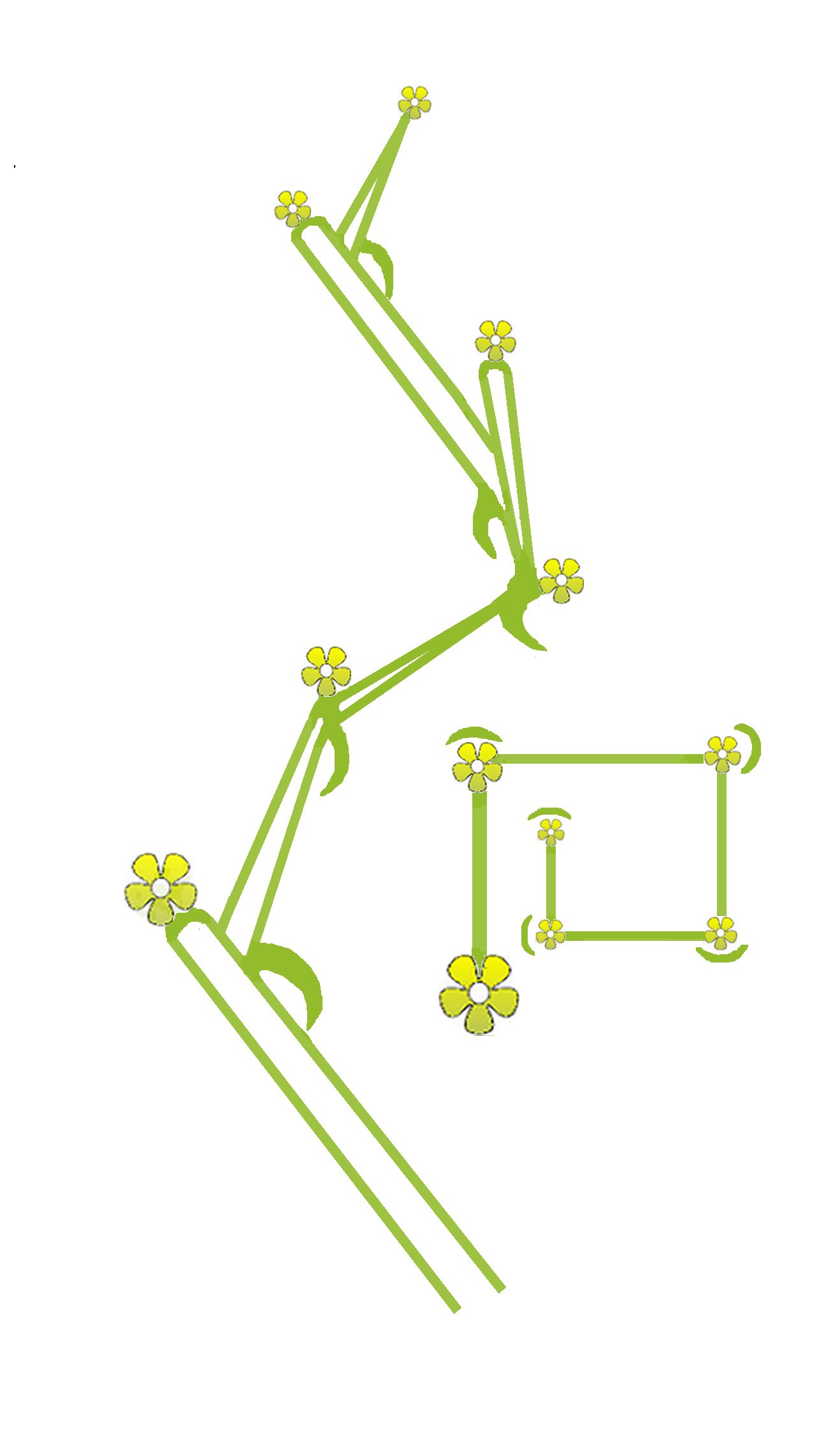
Bostryx (lateral and top view)
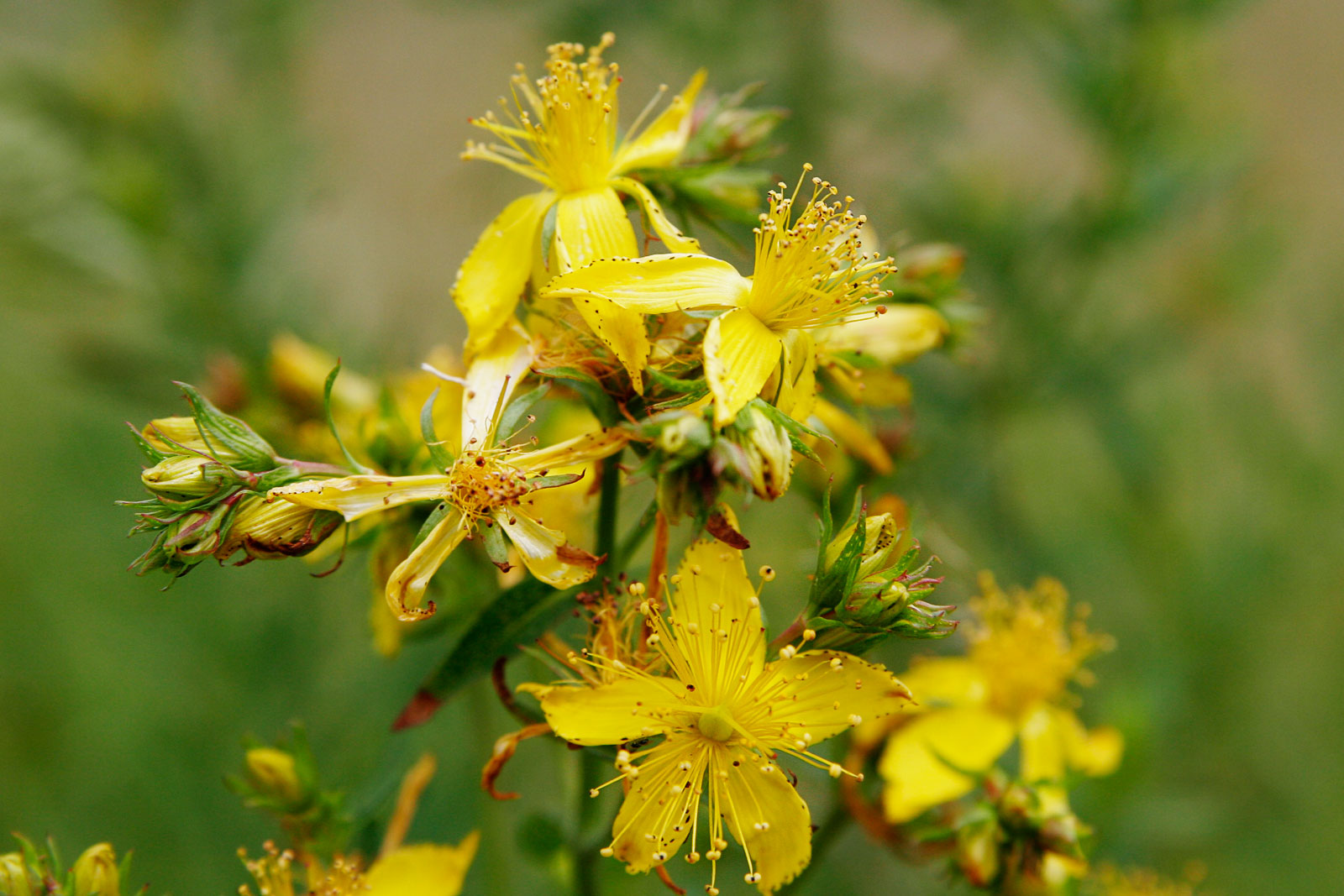
گل راعی (bostryx)
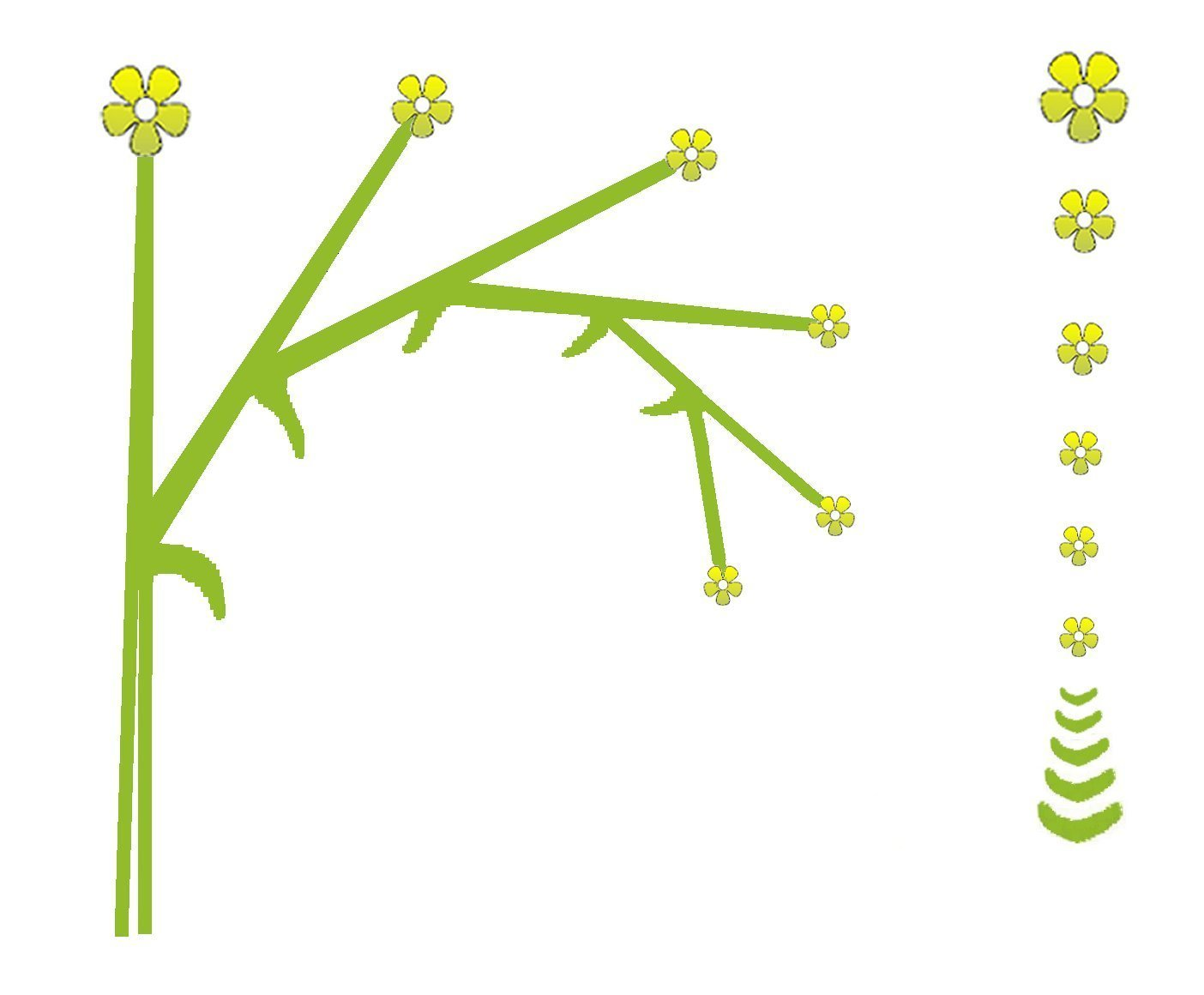
Drepanium (lateral and top view)
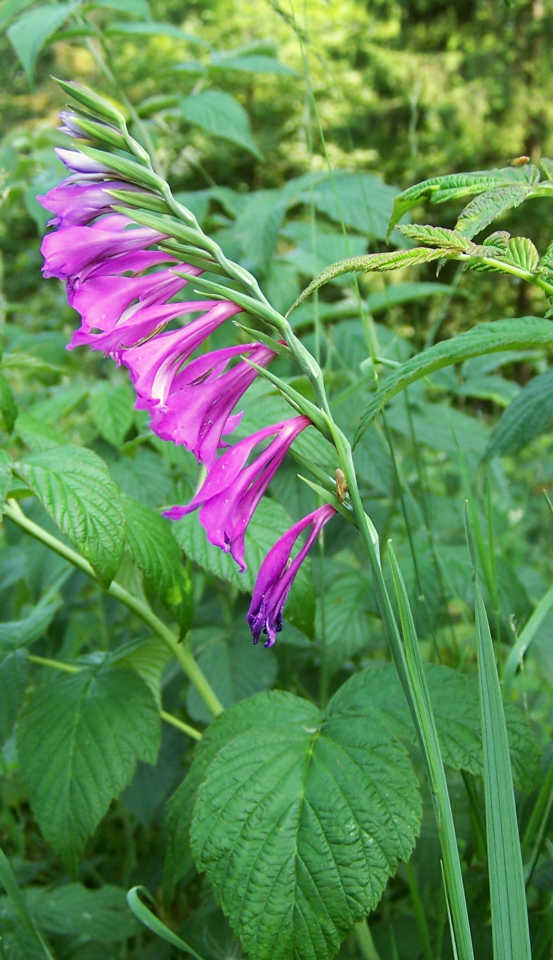
Gladiolus imbricatus (drepanium)
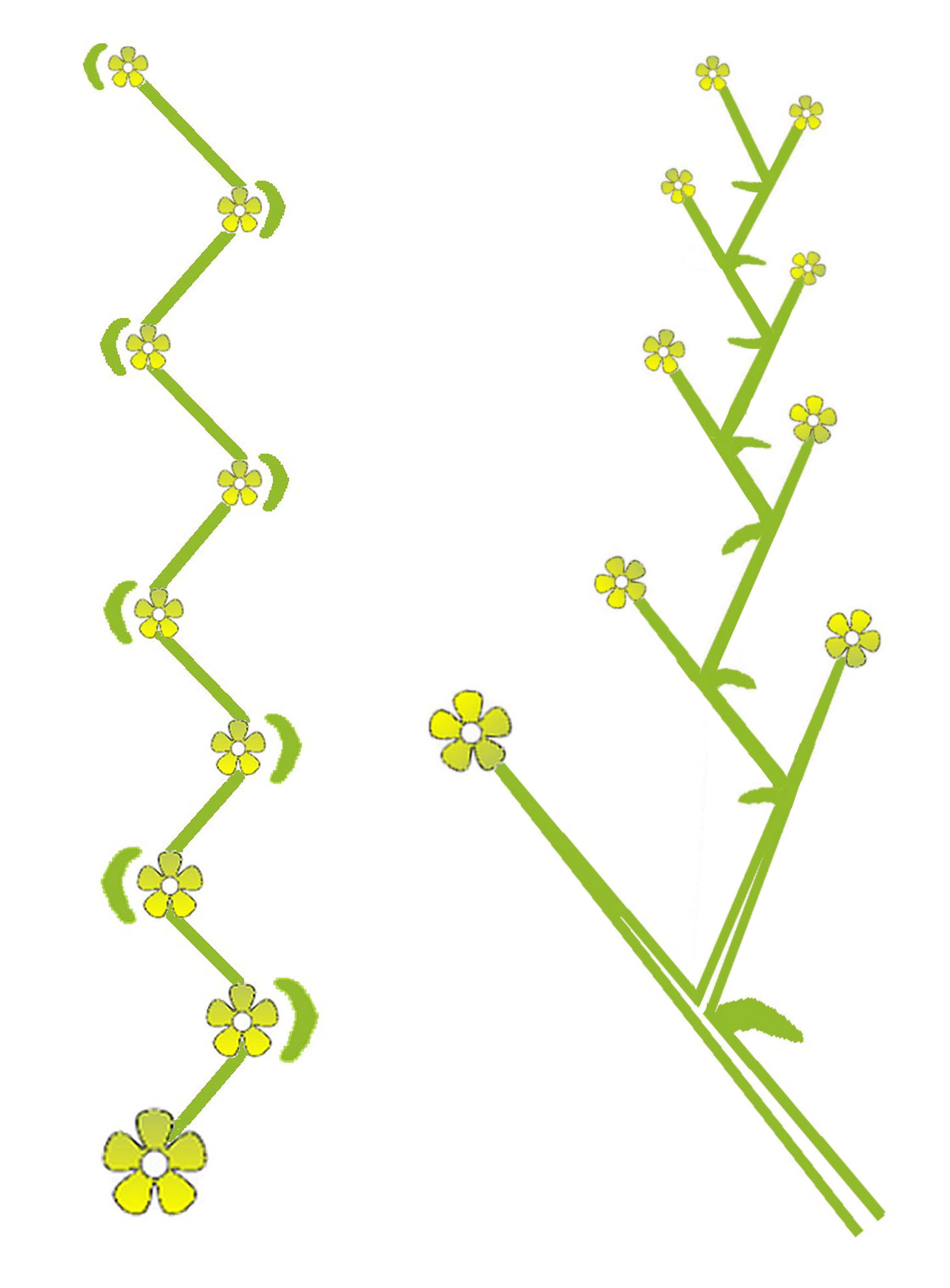
Cincinnus (lateral and top view)
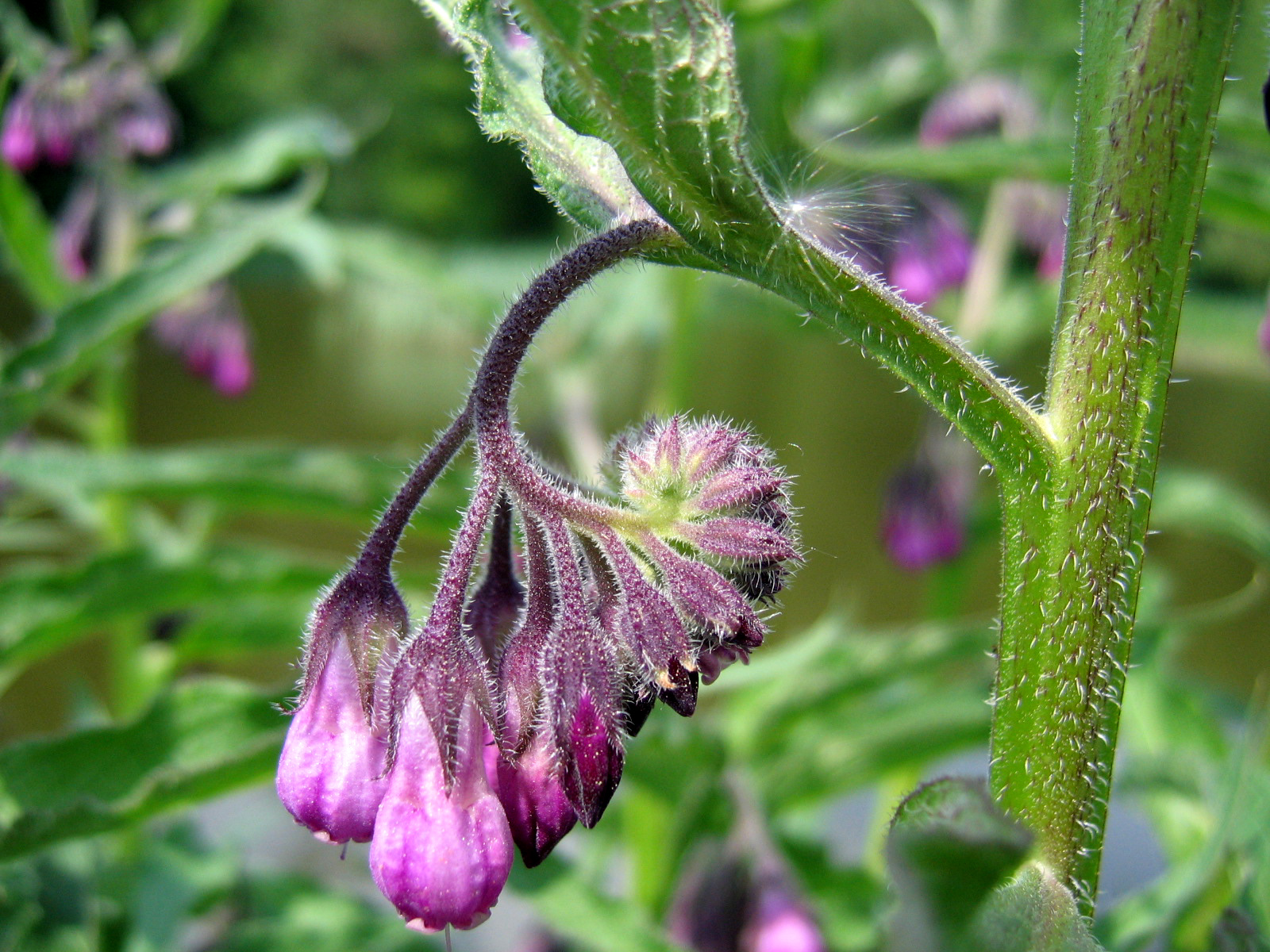
هماور طبی (cincinnus)
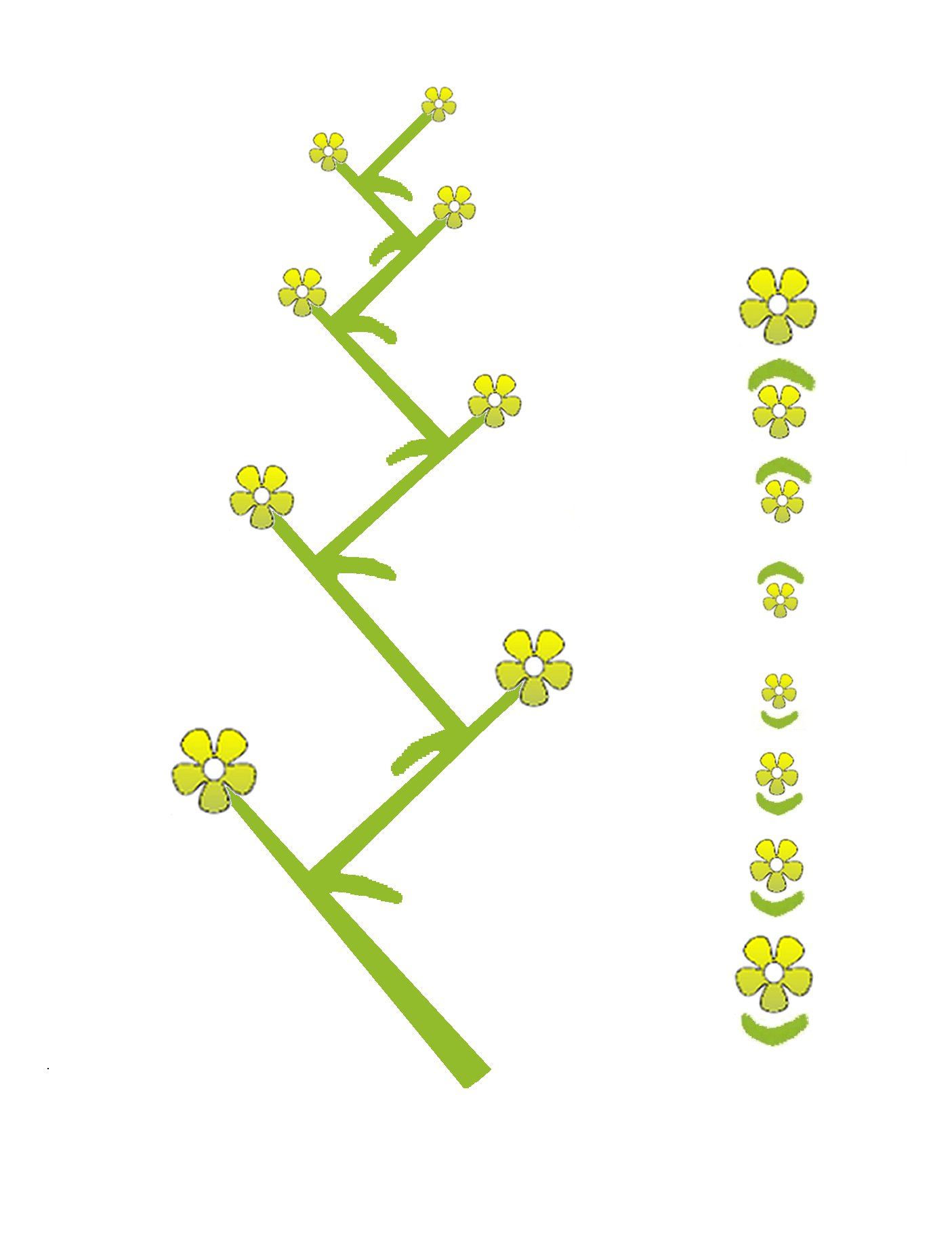
Rhipidium (lateral and top view)
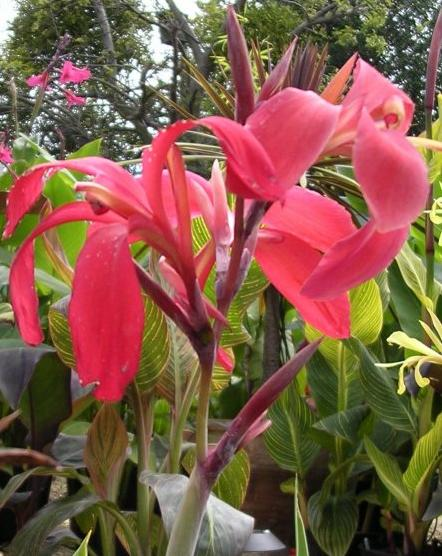
اختر (سرده) sp. (rhipidium)
Dichasium
Dichasium, top view
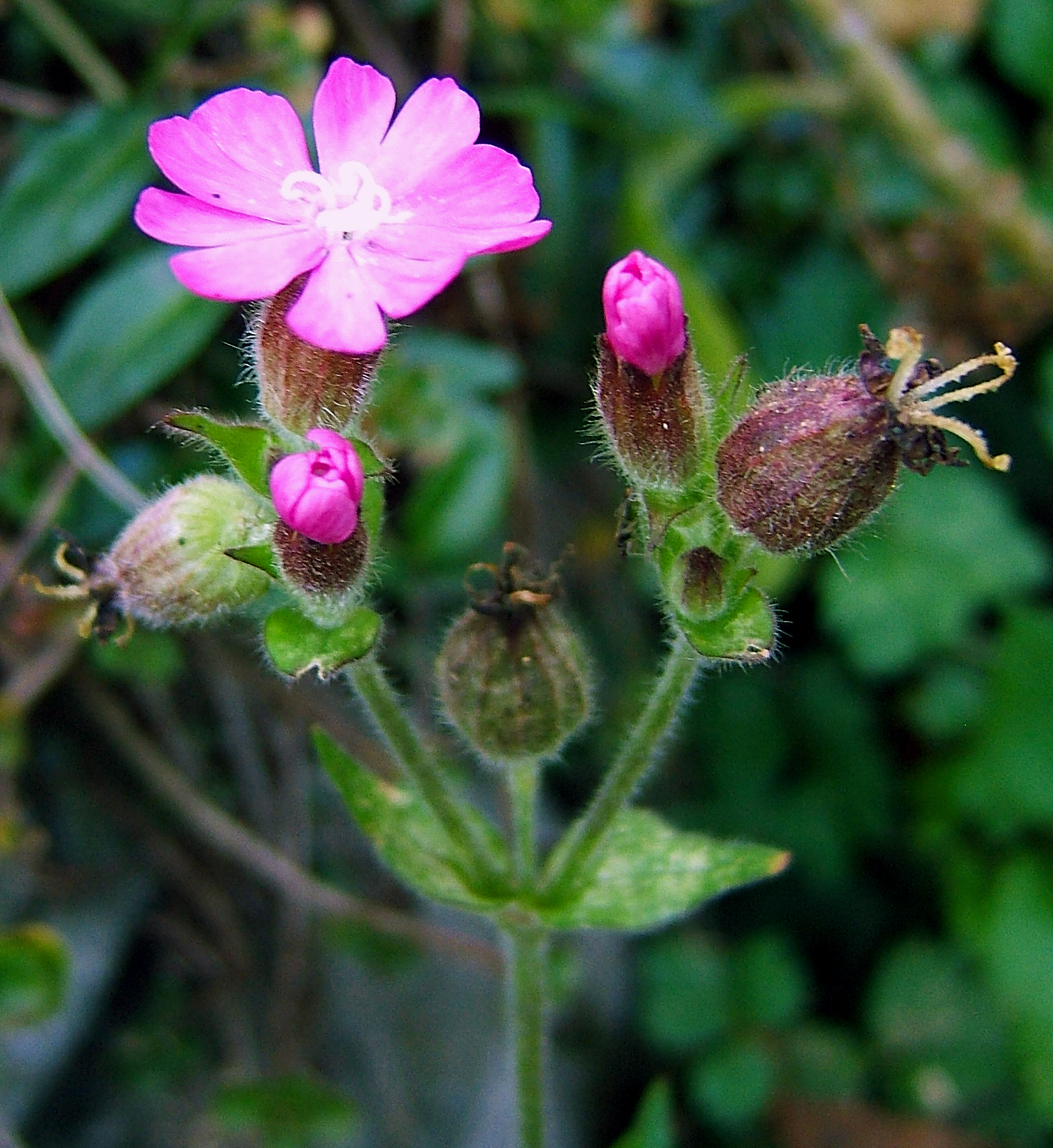
Silene dioica (dichasium)

یک گل آذین نامحدود یا گرزنی نیز می‌تواند خیلی فشرده شود که به نظر به مانند یک چتر برسد. این نوع گل‌آذین را می‌توان «گل‌آذین گرزن‌چتری» نام برد.

گل‌آذین گرزن‌چتری Umbelliform cyme
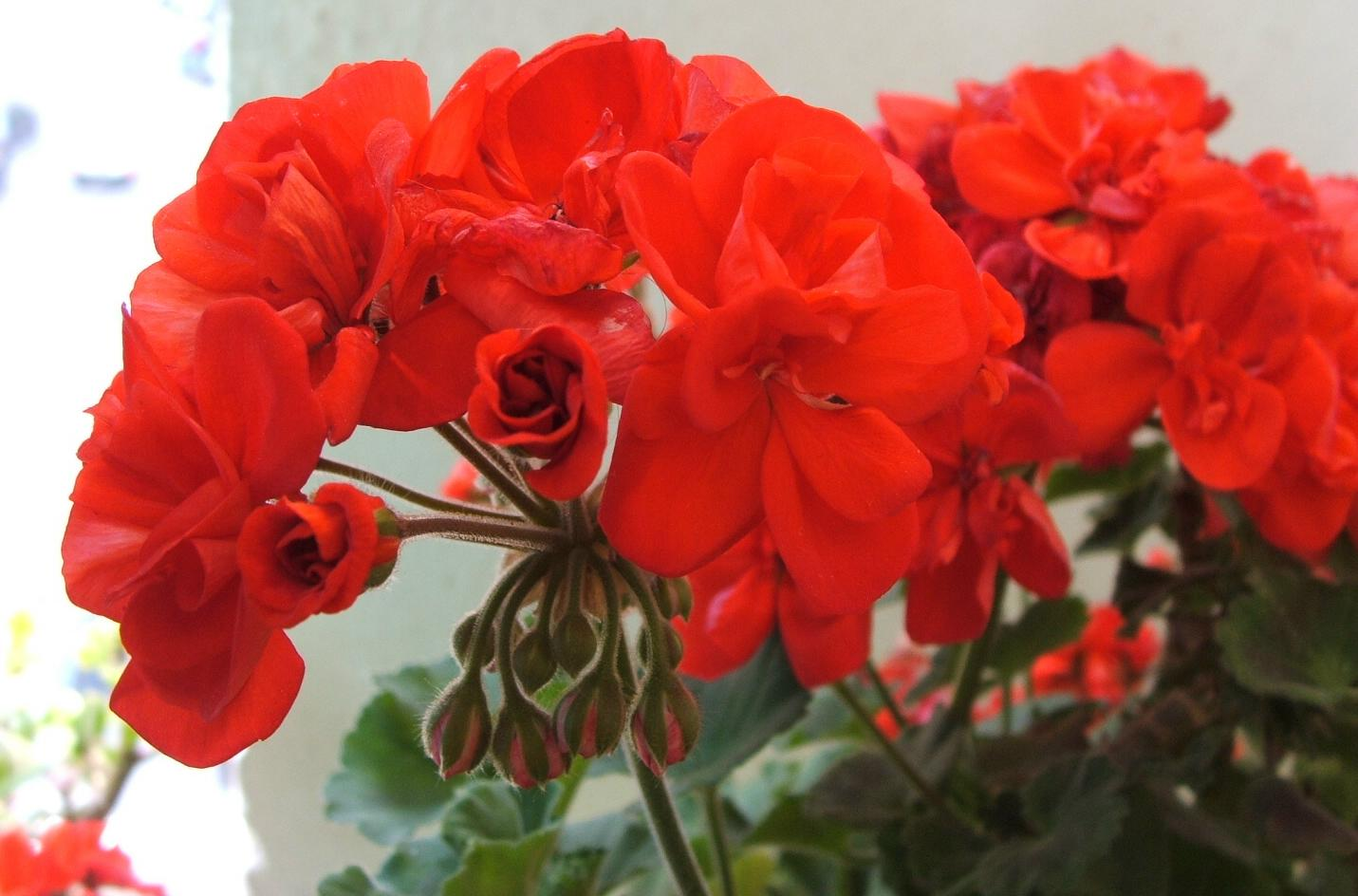
Pelargonium zonale (umbelliform cyme)
Botryoid
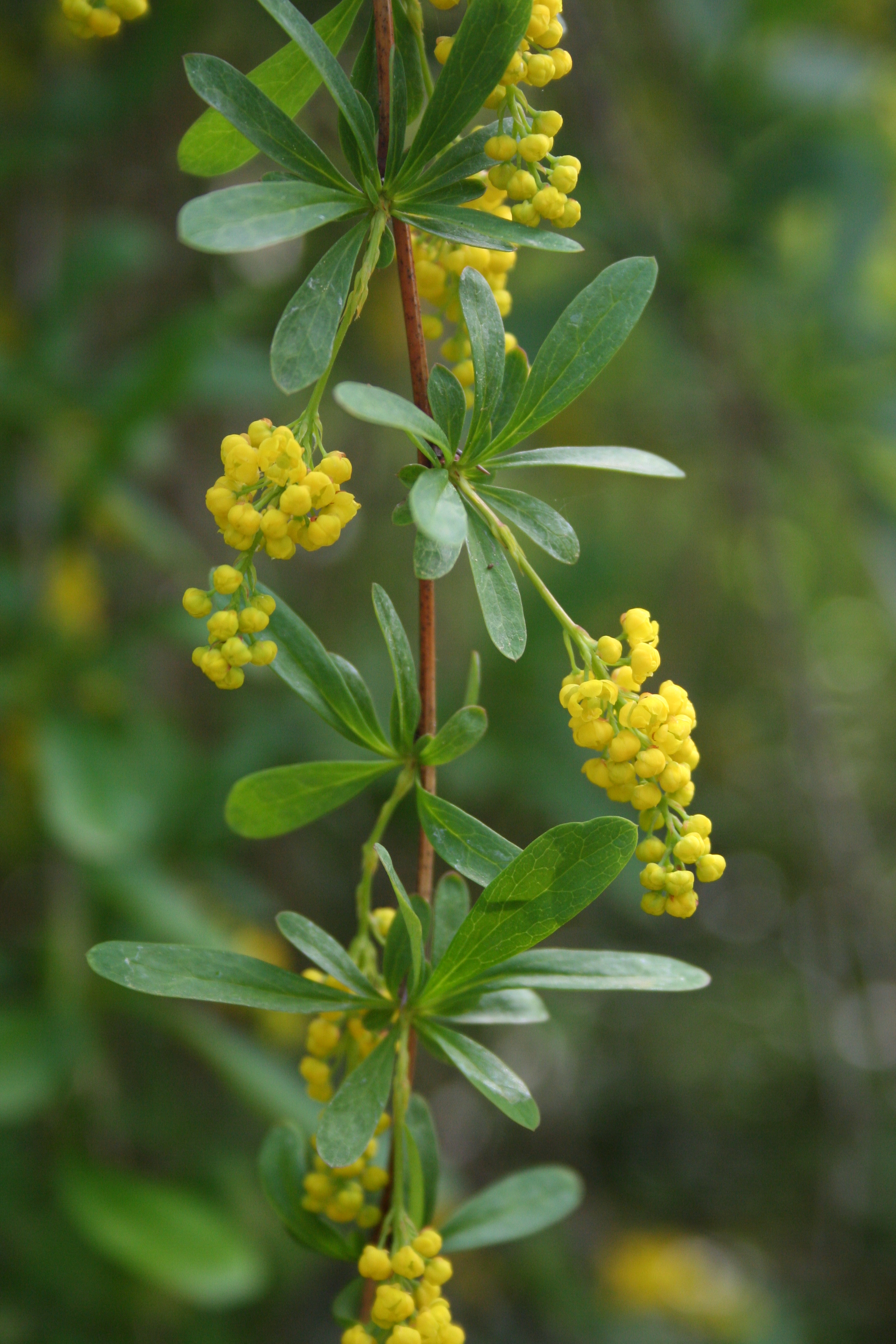
Berberis vernae (botryoid)

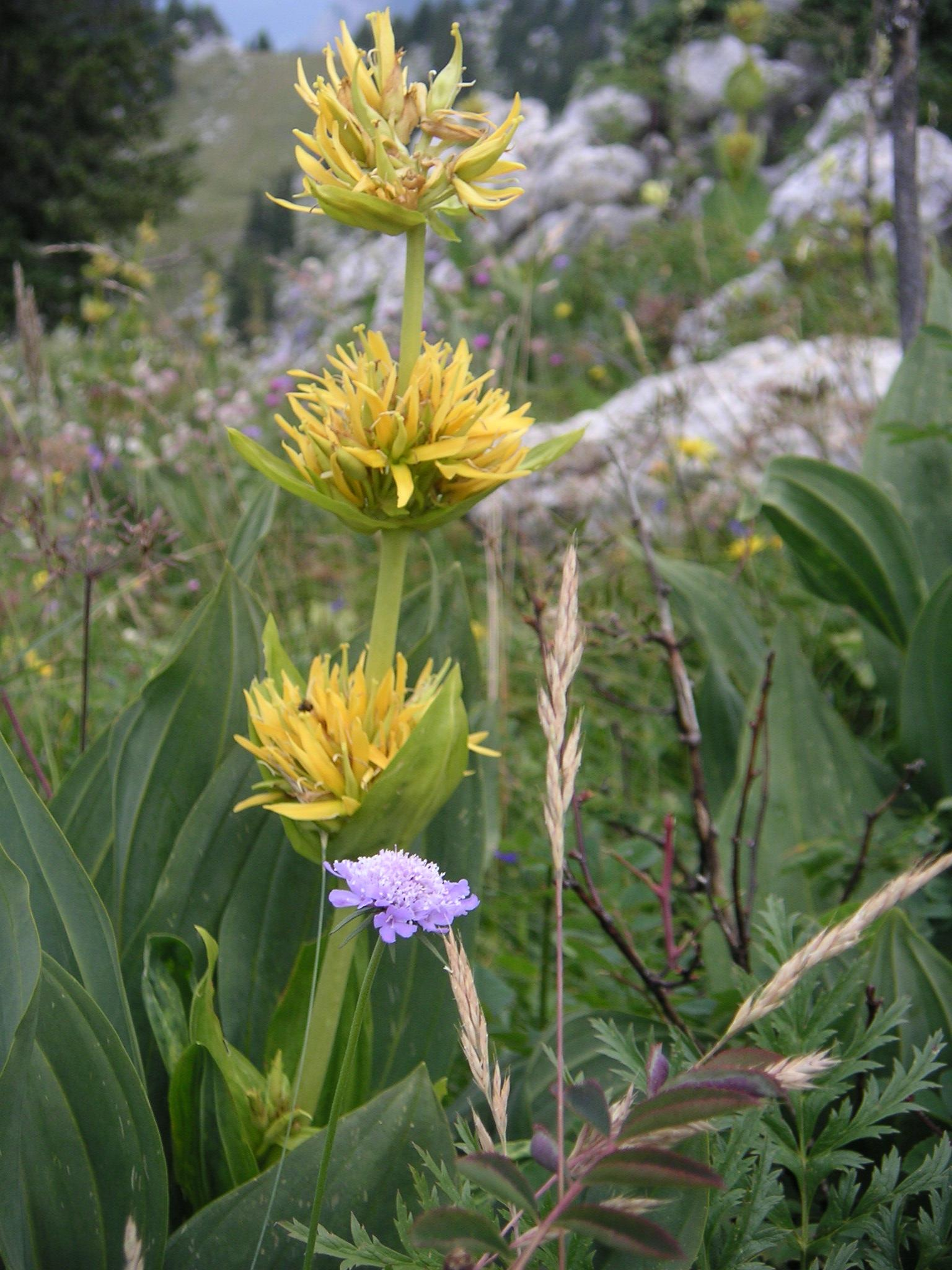
گل‌سپاس زرد بزرگ (fascicles)
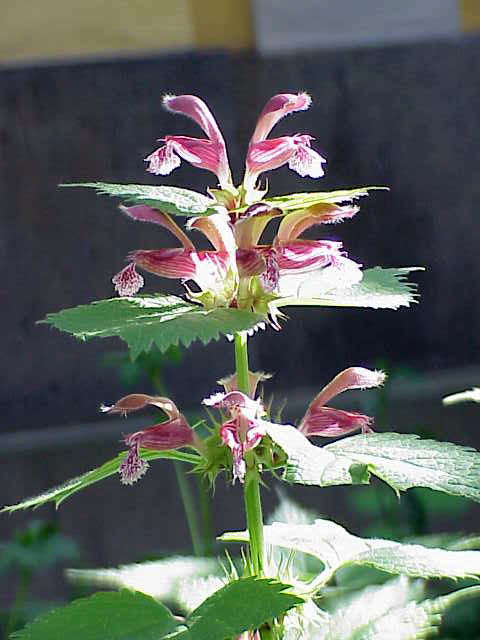
Lamium orvala (verticillaster)
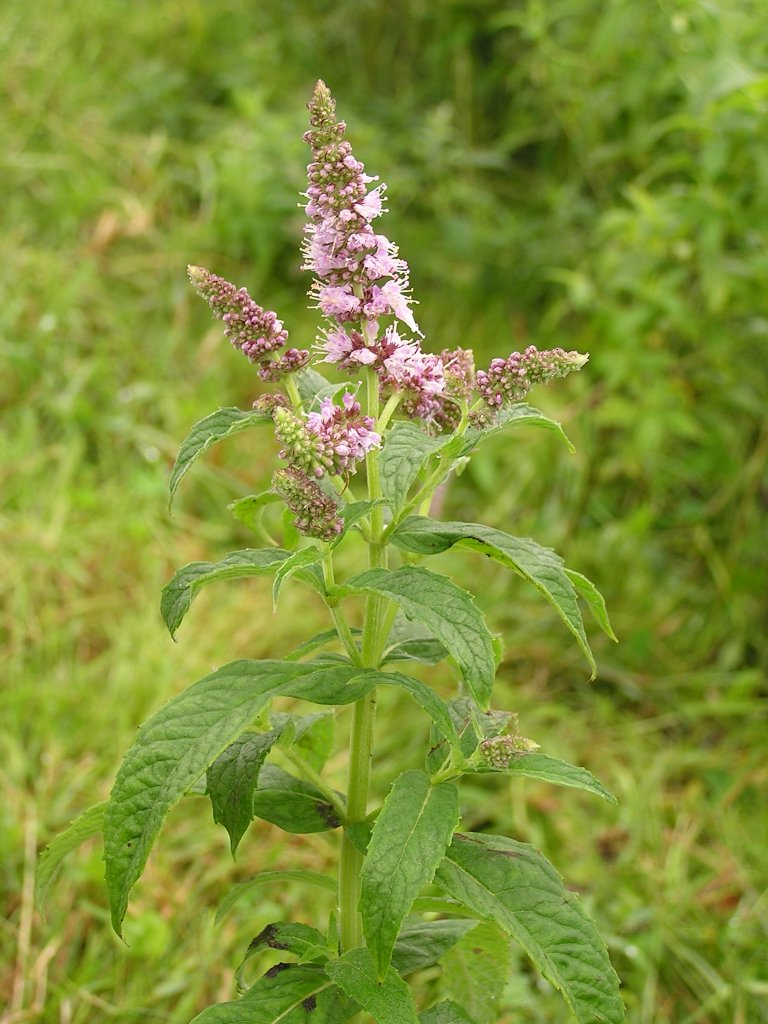
نعناپونه ('spike')